# Olivier Guillon (scientifique)
 (juillet 2023).
La mise en forme du texte ne suit pas les recommandations de Wikipédia : il faut le « wikifier ».
Les points d'amélioration suivants sont les cas les plus fréquents :
- Les titres sont pré-formatés par le logiciel. Ils ne sont ni en capitales, ni en gras.
- Le texte ne doit pas être écrit en capitales (les noms de famille non plus), ni en gras, ni en italique, ni en « petit »…
- Le gras n'est utilisé que pour surligner le titre de l'article dans l'introduction, une seule fois.
- L'italique est rarement utilisé : mots en langue étrangère, titres d'œuvres, noms de bateaux, etc.
- Les citations ne sont pas en italique mais en corps de texte normal. Elles sont entourées par des guillemets français : « et ».
- Les listes à puces sont à éviter, des paragraphes rédigés étant largement préférés. Les tableaux sont à réserver à la présentation de données structurées (résultats, etc.).
- Les appels de note de bas de page (petits chiffres en exposant, introduits par l'outil «  Source ») sont à placer entre la fin de phrase et le point final[comme ça].
- Les liens internes (vers d'autres articles de Wikipédia) sont à choisir avec parcimonie. Créez des liens vers des articles approfondissant le sujet. Les termes génériques sans rapport avec le sujet sont à éviter, ainsi que les répétitions de liens vers un même terme.
- Les liens externes sont à placer uniquement dans une section « Liens externes », à la fin de l'article. Ces liens sont à choisir avec parcimonie suivant les règles définies. Si un lien sert de source à l'article, son insertion dans le texte est à faire par les notes de bas de page.
- La présentation des références doit suivre les conventions bibliographiques. Il est recommandé d'utiliser les modèles {{Ouvrage}}, {{Chapitre}}, {{Article}}, {{Lien web}} et/ou {{Bibliographie}}. Le mode d'édition visuel peut mettre en forme automatiquement les références.
- Insérer une infobox (cadre d'informations à droite) n'est pas obligatoire pour parachever la mise en page.

Pour une aide détaillée, merci de consulter Aide:Wikification.
Si vous pensez que ces points ont été résolus, vous pouvez retirer ce bandeau et améliorer la mise en forme d'un autre article.
Pour les articles homonymes, voir Olivier Guillon.
Olivier Guillon, né le 11 décembre 1975 à Strasbourg, est un scientifique et ingénieur franco-allemand spécialisé dans les matériaux. Il est directeur de l'Institute for Energy Materials and Devices (IMD-2) : Synthèse des matériaux et procédés de fabrication au Centre de recherches de Juliers et professeur à l' Université RWTH d'Aix-la-Chapelle.

## Vie et carrière
Olivier Guillon a étudié les matériaux à l' École nationale supérieure des mines d'Alès et a obtenu son doctorat Caractérisation électromécanique et modélisation de céramiques ferroélectriques PZT à l' Université de Franche-Comté en 2003. Parallèlement, il étudie la musique au Conservatoire de Besançon (option orgue).
Refusant un poste de maître de conférences à l'INSA de Lyon, il s‘installe en Allemagne en 2004 et travaille comme post-doctorant dans le groupe de Jürgen Rödel à la Technische Universität de Darmstadt. Après un séjour à l'université de Washington, il retourne à Darmstadt en 2007 pour diriger son groupe financé par la DFG (programme Emmy Noether).
Refusant un poste de maître de conférences à l'INSA de Lyon, il s'installe en Allemagne en 2004 et travaille comme post-doctorant dans le groupe de Jürgen Rödel à la Technische Universität de Darmstadt . Après un séjour à l' Université de Washington, il retourne à Darmstadt en 2007 pour diriger son groupe financé par la DFG (programme Emmy Noether).
En 2011, Guillon est nommé professeur de mécanique des matériaux fonctionnels à l' Université Friedrich Schiller d'Iéna . En janvier 2012, il soutient son habilitation Constrained sintering of ceramic materials commencé à l'Université technique de Darmstadt. En février 2014, il devient directeur de l'Institut de recherche sur l'énergie et le climat (désormais Institute for Energy Materials and Devices) au Centre de recherche de Juliers, tout en étant nommé professeur à l'université RWTH d'Aix-la-Chapelle. Il a également été professeur invité à l'Institut de technologie de Tokyo, à l'Université de Grenoble Alpes et au CEA ainsi qu'à l'Université nationale des sciences et technologies de Taiwan.

## Domaines de recherche
Les recherches de Guillon portent sur les matériaux et composants céramiques pour le genie énergétiques, ainsi que sur les procédés de fabrication des céramiques, en particulier le frittage . Ses intérêts comprennent les batteries au lithium et au sodium à l'état solide, aux piles à combustible et électrolyseurs haute température, aux membranes de séparation des gaz et réacteurs catalytiques membranaires, aux revêtements de barrières thermiques et environnementales pour turbines. Il  étudie les nouveaux procédés de frittage, en particulier sous l'effet de contraintes mécaniques et de champs électriques. De 2016 à 2023, il a coordonné le programme prioritaire de recherches Manipulation de la matière contrôlée par les champs électrique et magnétique : Vers de nouvelles voies de synthèse et de traitement des matériaux inorganiques (SPP 1959).

## Affiliations
- Depuis 2012 : Fondateur et animateur du groupe d'experts Field Assisted Sintering Technique/Spark Plasma Sintering (FAST/SPS ) au sein du comité de la métallurgie des poudres [5]
- Depuis 2016 : Membre du comité consultatif allemand sur la recherche en matière de batteries ( ministère fédéral de l'éducation et de la recherche ) [6]
- Depuis 2019 : Membre du comité de management  ( Helmholtz Energy ) et interlocuteur pour le programme de recherche Matériaux et Technologies pour la Transition Energétique [7]
- Depuis 2019 : Membre du bureau, Deutsche Keramische Gesellschaft eV [8]

## Prix et récompenses
- 2010 : Masing-Gedächtnispreis (Société Allemande des Matériaux) [9]
- 2011 : Prix Robert L. Coble pour les jeunes chercheurs (The American Ceramic Society) [10]
- 2011 : Prix de la science et de la technologie des matériaux (Fédération des sociétés européennes des matériaux) [11]
- 2019 : Membre de l'Institut International pour la Science du Frittage [12]
- 2019 : Membre, World Academy of Ceramics  [13]
- 2021 : Fellow de la Société européenne de céramique  [14]
- 2022 : Fellow de la Société américaine de céramique  [15]

## Publications (sélection)
(juillet 2023).

### Livre
- Advanced Ceramics for Energy Conversion and Storage . Elsevier, 2019. doi.org/10.1016/C2017-0-04078-8,  (ISBN 978-0-08-102726-4)

### Articles dans des revues spécialisées
- avec Jesus Gonzalez‐Julian, Benjamin Dargatz, Tobias Kessel, Gabi Schierning, Jan Räthel, Mathias Herrmann : Field‐Assisted Sintering Technology/Spark Plasma Sintering : Mechanisms, Materials, and Technology Developments. Dans :  Advanced Engineering Materials. Volume 16, No 7, Juillet 2014. doi.org/10.1002/adem.201300409, p. 830-849.
- avec Chih-Long Tsai, Vladimir Roddatis, C Vinod Chandran, Qianli Ma, Sven Uhlenbruck, Martin Bram, Paul Heitjans : Li7La3Zr2O12 Interface Modification for Li Dendrite Prevention . Dans : ACS applied materials and interfaces . Volume 8, No. 16, 27 Avril 2016. doi.org/10.1021/acsami.6b00831, p. 10617-10626.
- avec Wendelin Deibert, Mariya E Ivanova, Stefan Baumann, Wilhelm A Meulenberg : Ion-conducting ceramic membrane reactors for high-temperature applications. Dans : Journal of membrane science. Band 543.1. Décembre 2017. doi.org/10.1016/j.memsci.2017.08.016, p. 79-97.
- avec Christian Elsässer, Oliver Gutfleisch, Jürgen Janek, Sandra Korte-Kerzel, Dierk Raabe, Cynthia A Volkert : Manipulation of matter by electric and magnetic fields: Toward novel synthesis and processing routes of inorganic materials . Dans :Materials Today. Volume 21, No 5, Juin 2018. doi.org/10.1016/j.mattod.2018.03.026, p. 527-536.
- avec Apurv Dash, Robert Vassen, Jesus Gonzalez-Julian :  Molten salt shielded synthesis of oxidation prone materials in air. Dans : Nature materials. Volume 18, No 5, Mai 2019. p. 465-470.
- avec Stephan Sarner, Andrea Schreiber, Norbert H Menzler : Recycling Strategies for Solid Oxide Cells..Dans : Advanced Engineering Materials. Volume 12, No 35, Septembre 2022. doi.org/10.1002/aenm.202201805, p. 2201805.
- avec Wolfgang Rheinheimer, Martin Bram :  A Perspective on Emerging and Future Sintering Technologies of Ceramic Materials. Dans : Advanced Engineering Materials. 17 Mars 2023 . doi.org/10.1002/adem.202201870 , p.2201870 .